# Макнил, Корнелл
Корнелл Макнил (24 сентября 1922 — 15 июля 2011) — американский оперный баритон, известным своим исключительным голосом и длительной карьерой в Метрополитен-опера, охватившей двадцать шесть ролей в 642 спектаклях. Ф. Пол Дрисколл писал в Opera News, что он «был великим баритоном в эпоху великих баритонов — Уоррена, Гобби, Меррилла, Милнса — и в современной прессе были часты сравнения с его коллегами. Но выступления Макнила отличались исключительным музыкальным богатством, а также моральной и интеллектуальной сложностью, которые были присущи только ему. У Макнила, возможно, были соперники, но ему не было равных» .

## Жизнь и карьера
Корнелл Макнил родился в Миннеаполисе, штат Миннесота, в семье стоматолога и певца. Он интересовался оперой с юных лет, но страдал тяжелой формой астмы, что также способствовало его отказу от участия во Второй мировой войне. Затем он устроился на военную работу токарем, после чего по совету матери начал заниматься вокалом. Среди его учителей были Фридрих Шорр и Дик Марзолло. Перед окончанием войны он пел и делал объявления для Glee Radio City Music Hall Club, для слушателей которого он объявлял о капитуляции немцев и японцев в конце войны. После непродолжительного прослушивания композитор и режиссер Джан Карло Менотти выбрал его на главную мужскую роль в своей опере "Консул ", премьера которой состоялась 1 марта 1950 года в Театре Шуберта в Филадельфии. Он дебютировал в Нью-Йоркской городской опере в 1953 году в роли Жермона в «Травиате» и в Метрополитен-опера в 1959 году в главной роли в опере «Риголетто». В том же году он дебютировал в Ла Скала в Эрнани. В 1969 году он стал президентом Американской гильдии музыкальных артистов .
Голос Макнила отличался огромным размером и вулканическими верхними нотами. Несмотря на некоторый спад вокала в конце 1970-х, он поддерживал высокие стандарты на протяжении всей своей долгой карьеры. Двумя из его самых заметных ролей были заглавная роль в «Риголетто " и роль Яго в «Отелло». Макнил был постоянным исполнителем в Метрополитен-опере. Его дебют состоялся 21 марта 1959 года в роли Риголетто. Риголетто также был ролью, которую он пел больше всего в Метрополитене, 104 раза, включая первую телепередачу этой оперы в Мет в 1977 году в постановке Джона Декстера .
Макнил также был широко известен ролью барона Скарпиа в «Тоске», которую он спел 92 раза в Метрополитене в период со 2 ноября 1959 года по 5 декабря 1987 года, это было его последним выступлением в труппе.
Также выступал в Ла Скала в 1959 году (Эрнани, с Франко Корелли) и в 1960 году (Аида).

## Краткая дискография
- Менотти: Консул (Ньюэй, Пауэрс; Энгель, 1950) Decca Records
- Верди: Травиата : отрывки (Кирстен, Хейворд; Челлини, 1958) [вживую] VAI
- Пуччини: La fanciulla del West (Тебальди, дель Монако, Тоцци; Капуана, 1958) Decca Records
- Верди: Аида (Тебальди, Симионато, Бергонци; Караян, 1959) Decca Records
- Леонкавалло: Пальяччи (Туччи, дель Монако; Молинари-Праделли, 1959) Decca Records
- Масканьи: Cavalleria rusticana (Симионато, дель Монако; Серафин, 1960) Decca Records
- Верди: Бал -маскарад (Нильссон, Симионато, Бергонци; Шолти, 1960—1961) Decca Records
- Верди: Риголетто (Сазерленд, Чиони, Сьепи; Санцоньо, 1961) Decca Records
- Верди: Луиза Миллер (Моффо, Верретт, Бергонци, Тоцци, Флагелло; Клева, 1965) RCA
- Верди: Риголетто (Грист, Гедда; Молинари-Праделли, 1967) EMI
- Леонкавалло: Пальяччи (Карлайл, Виккерс; Бартолетти, 1968) [вживую] VAI
- Верди: Травиата (Stratas, Доминго; Левин, 1982) Электра

## Краткая фильмография
- Пуччини: Тоска (Поббе, Раймонди; Ардженто, 1965) [вживую]
- Верди: Риголетто (Котрубас, Доминго, Диас; Левин, Декстер, 1977) [вживую]
- Верди: Отелло (Скотто, Викерс; Левин, Дзеффирелли/Мелано, 1978) [вживую]
- Пуччини: Тоска (Верретт, Паваротти, Тахо; Конлон, Гобби, 1978) [вживую]
- Weill: Aufstieg und Fall der Stadt Mahagonny (Stratas, Varnay, Cassilly, Plishka; Levine, Dexter, 1979) [вживую]
- Пуччини: Il tabarro (Скотто; Левин, Мелано, 1981) [вживую]
- Верди: Травиата (Stratas, Доминго; Левин, Дзеффирелли, 1982)
- Зандонаи: Франческа да Римини (Скотто, Ром, Доминго; Левин, Фаджиони, 1984) [вживую]
- Пуччини: Тоска (Беренс, Доминго; Синополи, Дзеффирелли, 1985) [вживую]

## Использованная литература
1. 1 2 3 4 5 6 7  Jonathan Kandell (17 июля 2011). Cornell MacNeil, Verdi Baritone at the Met, Dies at 88. The New York Times. Архивировано 1 февраля 2023. Дата обращения: 1 февраля 2023.
2. ↑  F. Paul Driscoll (Август 2011). Obituaries: Cornell MacNeil. Opera News. Архивировано 1 февраля 2023. Дата обращения: 1 февраля 2023.
3. ↑  Jonathan Kandell (17 июля 2011). Cornell MacNeil, Verdi Baritone at the Met, Dies at 88. The New York Times. Архивировано 1 февраля 2023. Дата обращения: 1 февраля 2023.Jonathan Kandell (July 17, 2011). «Cornell MacNeil, Verdi Baritone at the Met, Dies at 88» Архивная копия от 1 февраля 2023 на Wayback Machine. The New York Times.
4. ↑  Cornell MacNeil American baritone 1922 - 2011 (неопр.). Operalogg (1 июля 2013). Дата обращения: 22 августа 2020. Архивировано 3 августа 2020 года.
5. ↑  Eriksson, Erik in Allmusic. Cornell MacNeil. Answers.com (2006). Дата обращения: 19 января 2007. Архивировано из оригинала 24 июля 2008 года.
6. ↑  Rudolph S. Rauch (November 2007). Reunion: Cornell MacNeil. Opera News. 72. Архивировано 1 февраля 2023. Дата обращения: 1 февраля 2023.